# Tinodes achtachastra
Tinodes achtachastra är en nattsländeart som beskrevs av Schmid 1972. Tinodes achtachastra ingår i släktet Tinodes och familjen tunnelnattsländor. Inga underarter finns listade i Catalogue of Life.